# Plouarzel
Plouarzel (tiếng Breton: Plouarzhel) là một xã của tỉnh Finistère, thuộc vùng Bretagne, miền tây bắc Pháp.

## Dân số
Người dân ở Plouarzel được gọi là Plouarzélistes.